# Niederbardenberg
Niederbardenberg ist eine Ortschaft in der Städteregion Aachen und ein Stadtteil von Herzogenrath.

## Geographie
Als Stadtteil von Herzogenrath liegt Niederbardenberg südöstlich der Stadt auf einem Berg. Im Südwesten grenzt Niederbardenberg an den Würselener Stadtteil Bardenberg.
Der Ort besteht aus den Ortsteilen Wefelen, Feldgen, Kämerhöf, Schmiedstraße, Siedlung, Häuser Jüd und Forstum.

## Geschichte
Von 1800 bis 1815 gehörte Niederbardenberg zum Kanton Eschweiler im französischen Département de la Roer, dann kam es an Preußen und wurde Gemeinde im Landkreis Aachen. Der Gemeindeteil Niederbardenberg hatte von 1961 bis 1971 die Postleitzahl 5124 Niederbardenberg mit dem möglichen postalischen Zusatz /über Herzogenrath. Am 1. Januar 1972 wurde Niederbardenberg aus der Gemeinde Bardenberg aus- und in die Stadt Herzogenrath eingegliedert.
Während des Zweiten Weltkriegs wurde von den Nationalsozialisten in Niederbardenberg das Lager Hühnernest eingerichtet, das in den Jahren 1941 und 1942 als Sammellager und von 1942 bis 1944 als Arbeitslager für Zwangsarbeiter diente. Es wurde vor allem durch die Zwangsverlegung von mehr als 200 Juden aus Köln bekannt, da deren dortiger und eventuell intakter Wohnraum nach den Luftangriffen vom 31. Mai 1942 für deutsche Bürger freigemacht werden sollte. Bereits am 19. Juli des Jahres wurden dann 272 jüdische Bewohner des Lagers Niederbardenberg in das Messelager Köln verbracht, um zum größten Teil weiter in das Ghetto Minsk deportiert zu werden.

## Kirche

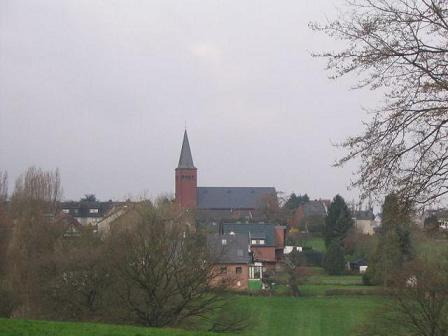
Blick auf die Kirche von Wefelen aus

Bevor St. Antonius zur eigenen Pfarrei wurde, gehörten die Ortsteile Kämerhöf, Feldgen und Häuser Jüd zur Pfarre St. Gertrud in Herzogenrath und der Rest des Ortes zur Pfarre Peter und Paul in Bardenberg. Die Pfarrgrenze durchschnitt den Ort. Der Schnittpunkt ist heute noch gut erkennbar, da er mitten durch das Pfarrer-Emonds-Haus verläuft und dort die Straßen Blücherstraße und Kämerhöfer Straße beginnen bzw. enden. Nachdem eine eigene Pfarre proklamiert wurde, wurden die Ortsteile Niederbardenbergs in die neue Pfarre aufgenommen, bis auf einen Teil der sog. Siedlung, die bis heute noch zu Pfarre Peter und Paul gehört.
80 Jahre nach der Weihe der Pfarrkirche St. Antonius wurde die Pfarre St. Antonius am 5. Mai 2005 zum Fest Christi Himmelfahrt mit den Pfarren Mariä Himmelfahrt Herzogenrath und St. Gertrud/Herzogenrath-Afden zur Großgemeinde St. Gertrud zusammengelegt.
Mit der Fusion wurden auch die Gremien Pfarrgemeinderat und Kirchenvorstand zusammengelegt und neu gewählt.
Neben der Kirche befindet sich das „Pfarrer-Emonds-Haus“, ein Saal für bis zu 80 Personen. Ebenfalls besitzt die Pfarre eine Pfarrwiese, die alle zwei Jahre für das Antoniusfest benutzt wird. Hier steht außerdem das Vereinsheim der St. Antonius-Schützen.

## Vereinsleben

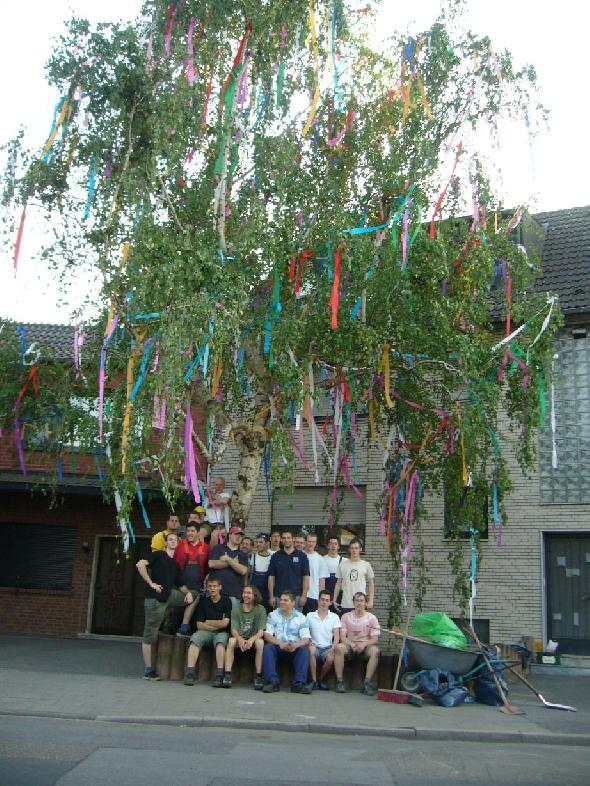
Die Maijungen mit dem Maibaum 2007

Es gibt zahlreiche Vereine in Niederbardenberg, die seit Beginn des Jahres 1980 als „Zusammenschluss der Ortsvereine von Niederbardenberg und Noppenberg“ organisiert sind und seitdem vierteljährlich die Niederbardenberger Vereinsnachrichten herausbringen.
- Folgende Vereine sind derzeit Mitglied im Zusammenschluss: (Stand Juli 2010)
  - FC Accordia 1919/59 Niederbardenberg e. V.
  - AWO Niederbardenberg
  - St. Antonius Schützenbruderschaft 1908 Niederbardenberg e. V.
  - St. Antonius Gesangverein 1856 Niederbardenberg
  - Pfarrgemeinderat St. Gertrud – Ortsausschuss St. Antonius
  - St. Hubertus Bogenschützenbruderschaft Niederbardenberg 1924 e. V.
  - Heimatfreunde Noppenberg
  - Niederbardenberger Maijungen
  - Niederbardenberger Borussen

## Aktivitäten
Obwohl das Dorf recht beschaulich scheinen mag, gibt es viele Veranstaltungen über das Jahr verteilt. So veranstaltet die AWO jedes Jahr eine Kinderkarnevalsfeier. Im Pfarrer-Emonds-Haus wird seit 1995 jährlich am Wochenende vor Fettdonnerstag eine Karnevalssitzung durch den Pfarrkarneval organisiert.
Wenn die Tage dann länger werden, kommt die Zeit der Maijungen, die in der Mainacht um die Häuser ziehen und die Mädchen des Dorfes ausrufen. Am zweiten Wochenende im Mai findet dann das traditionelle Maifest, bei dem jedes Jahr über drei Abende mehrere Hundert Gäste kommen, statt.
Im Sommer feiern die beiden Schützenvereine ihr Schützenfest, die Hubertusschützen auf der Schießanlage „Im Winkel“ immer am 2. Wochenende im August, die Antoniusschützen auf der Pfarrwiese immer am 2. Wochenende im Juli. Dort findet auch alle zwei Jahre das „Antoniusfest“, das ehemalige Pfarrfest statt.
Ende September / Anfang Oktober veranstalten die Maijungen seit einigen Jahren ein Oktoberfest.
Durch den Martinsausschuss wird jährlich um den 11. November samstags ein Martinsumzug durch die Straßen des Dorfes mit anschließendem Martinsfeuer organisiert. Das ganze Dorf wird mit Martinslaternen und Fensterbildern geschmückt. Im Kindergarten und angrenzenden Feuerwehrhaus werden im Anschluss Glühwein und andere Getränke ausgeschenkt. Die „Weckmännchen“ sind für die Kinder kostenlos.

## Infrastruktur
Es gibt fünf Haltestellen der AVV-Buslinie 21 der ASEAG, die wochentags im, abends und am Wochenende außerhalb des Dorfes hält: Vier Jahreszeiten, Forstumer Straße, Friedhof, Niederbardenberg und Häuser Jüd.
| Linie | Verlauf |
| ----- | --- |
| 21    | Lintert Friedhof – Burtscheid – Aachen Hbf – Misereor – Elisenbrunnen – Aachen Bushof – Ludwig Forum – Talbot – Haaren – Würselen – Morsbach – Bardenberg – (Pley –) Niederbardenberg – Herzogenrath Bf – Ritzerfeld – Merkstein – Boscheln – Holthausen – Übach – Palenberg – Palenberg Bf |

Des Weiteren hält der Schulbus der Grundschule Bierstraß sowie der Schulbus des Heilig-Geist-Gymnasiums Broichweiden je nach Bedarf an diesen Haltestellen.

## Bildung
Der kirchliche Kindergarten, der sich im Gebäude der ehemaligen Schule befindet, ist die einzige ortsinterne Bildungseinrichtung.
Kinder aus Niederbardenberg besuchen für gewöhnlich die Grundschule Bierstraß. Nach der Grundschule gibt es die Möglichkeit, die Gymnasien in Herzogenrath, Würselen oder Broichweiden, die Realschule in Würselen, die Europaschule Merkstein, die Gesamtschule in Kohlscheid oder die Hauptschule in Würselen zu besuchen.